# Wehingen
Wehingen ist eine Gemeinde im Norden des Landkreises Tuttlingen in Baden-Württemberg und gehört zum Naturraum Hohe Schwabenalb auf der Schwäbischen Alb. Zusammen mit dem Nachbarort Gosheim erfüllt Wehingen die Funktion eines Unterzentrums im nördlichen Landkreis Tuttlingen.

## Geographie

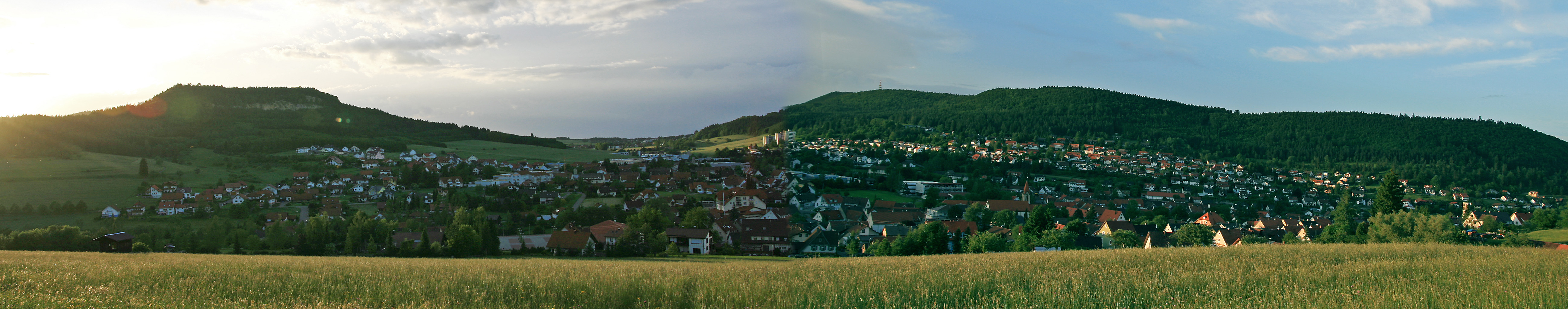
Blick vom Fuß der Heubergsteige auf Wehingen im Talkessel der Unteren Bära und des Mühlbachs zwischen den Bergmassiven des Hochbergs links (1009 m) und des Wandbühls rechts (1007 m).

### Lage
Wehingen liegt auf dem Großen Heuberg, dem größten Teil der Hohen Schwabenalb. In diesem Bereich erreicht die Schwäbische Alb ihre höchsten Höhen (höchster Punkt der Gemarkung: 1003,1 m ü. NHN 100 Meter südlich des Wandbühlgipfels). Die Lage des Ortes wird geprägt durch den Zusammenfluss des westlichen Flussarms der Bära, der sogenannten Unteren Bära, und des Mühlbachs, der Ort liegt deshalb in einer Hochmulde. Wehingen gilt mit Gosheim zusammen als Unterzentrum auf dem Heuberg. Rottweil liegt 12 km westlich, die Kreisstadt Tuttlingen 18 km südlich von Wehingen.

### Geologie und naturräumliche Gliederung
Die Bära-Randhöhen der Hohen Schwabenalb sind jener Abschnitt, in dem die Alb ihre höchsten Höhen erreicht. Das Gemeindegebiet liegt im Bereich des Mühlbachs und der Unteren Bära in der Braunjurastufe und greift an der nordöstlichen Kreisgrenze auf die Malmhochfläche der Alb aus. Das Höhenmaximum des Gemeindegebietes liegt bei 1002 m ü. NHN an der nördlichen Gemeindegrenze, zur Unteren Bära im äußersten Südosten fällt es bis auf 752 m ab. Die gesamte Gemarkung ist Teil des Naturparks Obere Donau.

### Nachbargemeinden
Die Gemeinde grenzt im Norden an Deilingen, im Osten an Obernheim im Zollernalbkreis, im Südosten an Reichenbach am Heuberg, im Süden an Bubsheim und im Westen an Gosheim.

### Gemeindegliederung
Zur Gemeinde Wehingen gehören das Dorf Wehingen mit dem Ortsteil Fronhofen, der etwa zwei Kilometer östlich gelegene Ortsteil Harras und das Haus Steighaus. Im Gemeindegebiet liegt die Burgruine Wehingen.

### Schutzgebiete
In Wehingen liegt das Naturschutzgebiet Schloßhalde-Mannsteighalde sowie die Landschaftsschutzgebiete Landschaftsteile auf den Gemarkungen Deilingen und Wehingen und Hintere Harrasbachtalwiesen.
Wehingen hat zudem Anteil am FFH-Gebiet Großer Heuberg und Donautal sowie am Vogelschutzgebiet Südwestalb und Oberes Donautal.
Darüber hinaus gehört das Gemeindegebiet von Wehingen zum Naturpark Obere Donau.

## Geschichte

### Mittelalter

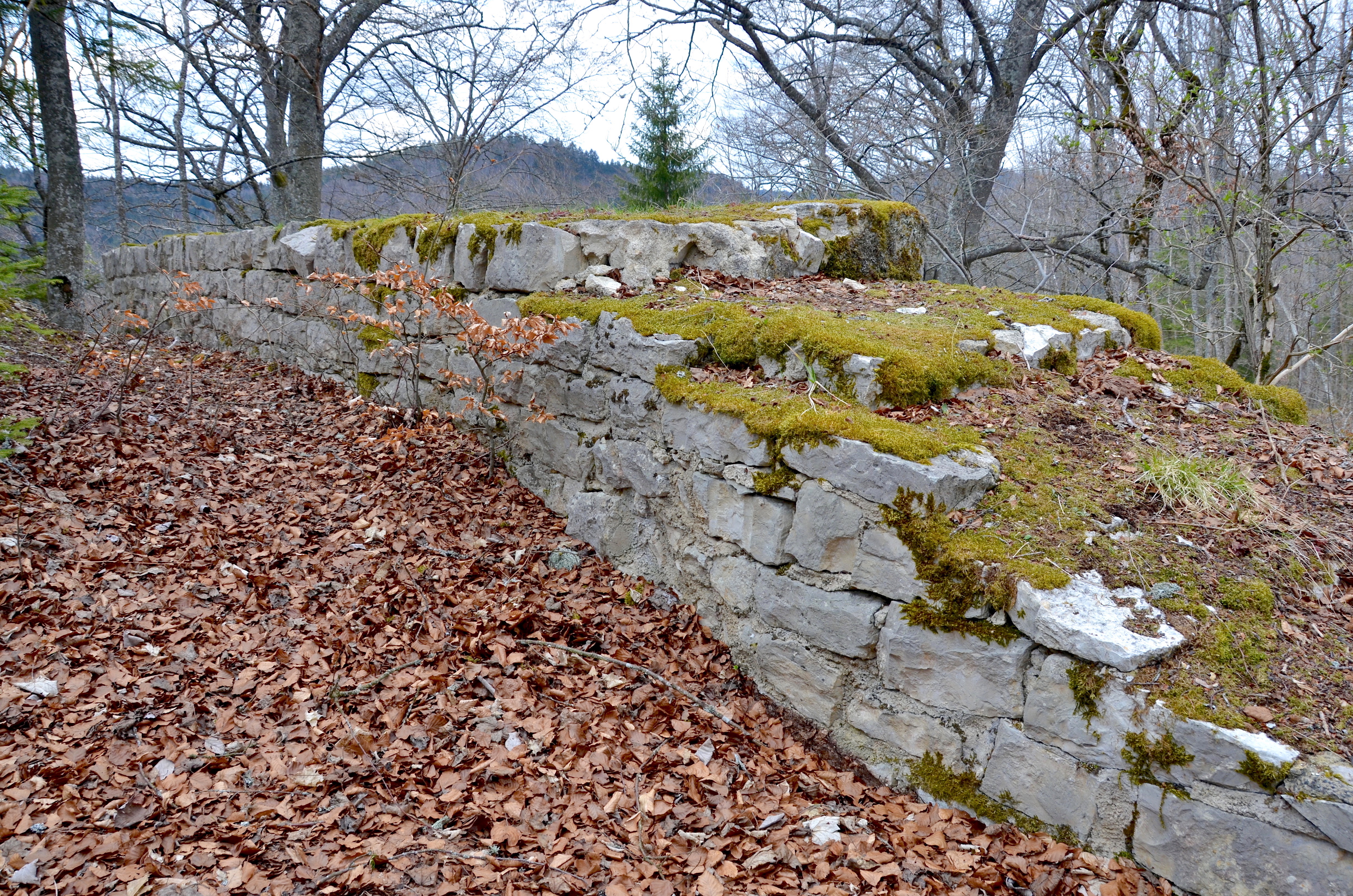
Mauerreste der Burg Wehingen

Die erste urkundliche Erwähnung von Wehingen datiert vom 27. März 793 in einer Schenkungsurkunde des Klosters St. Gallen. 843 gehörte das Dorf zum Kloster Reichenau und bis ins 14. Jahrhundert war das Kloster Reichenau auch der größte Grundherr. 1197 wurden mit dem Ritter Hugo von Wehingen das erste Mal die Herren von Wehingen genannt. Oberhalb des Ortsteils Harras entstand auf der „Schlosshalde“ die Burg der Herren von Wehingen, dessen noch heute sichtbare, ausgedehnte Reste auf eine größere Burganlage hindeuten. 1351 verkauften die Herren von Wehingen die Feste für 600 Pfund Heller an Herzog Albrecht von Österreich, der die Feste häufig als Pfandgabe für seine umfangreichen Schulden benutzte. 1355 verkaufte das Kloster Reichenau das Dorf Wehingen „mit samt Leuten und Gütern“ an das Kloster Alpirsbach. Die Herren von Wehingen traten in den Dienst der österreichischen Herzöge. In der Folgezeit führten die verschiedenen Gerechtigkeiten in Wehingen zu häufigen Streitigkeiten. Österreich beanspruchte und übte trotz aller Einsprachen seitens des Klosters Alpirsbach sämtliche Hoheitsrechte aus. Das Kloster Alpirsbach war zu dieser Zeit aber Eigentümer von vier Kehlhöfen (Kellerhöfe = Gutshöfe) in Wehingen und Patron der Pfarrei Wehingen, zu der auch unter anderem Gosheim gehörte.

### Neuzeit
Im Jahre 1582 ging Wehingen endgültig an die vorderösterreichische Grafschaft Hohenberg über. Österreich hatte nun die landesherrliche Obrigkeit und behielt diese auch bis zum Jahre 1805, als Wehingen an Württemberg kam und dem Oberamt Spaichingen unterstellt wurde.
Am 28. Oktober 1828 legte ein Brand in Wehingen in wenigen Stunden 42 Häuser und damit die Wohnungen von 80 Familien in Schutt und Asche. Der Aufbauhilfe des Königreichs Württemberg verdankte Wehingen im Wesentlichen sein heutiges Ortsbild. Das im Jahre 1830 verliehene Marktrecht machte Wehingen zu einem der bedeutendsten Orte im Oberamt Spaichingen. Durch die Gebietsreform während der NS-Zeit in Württemberg gelangte Wehingen 1938 zum Landkreis Tuttlingen. 1945 wurde Wehingen Teil der Französischen Besatzungszone und kam somit zum Nachkriegsland Württemberg-Hohenzollern, welches 1952 im Land Baden-Württemberg aufging.

## Religion

### Katholische Kirche

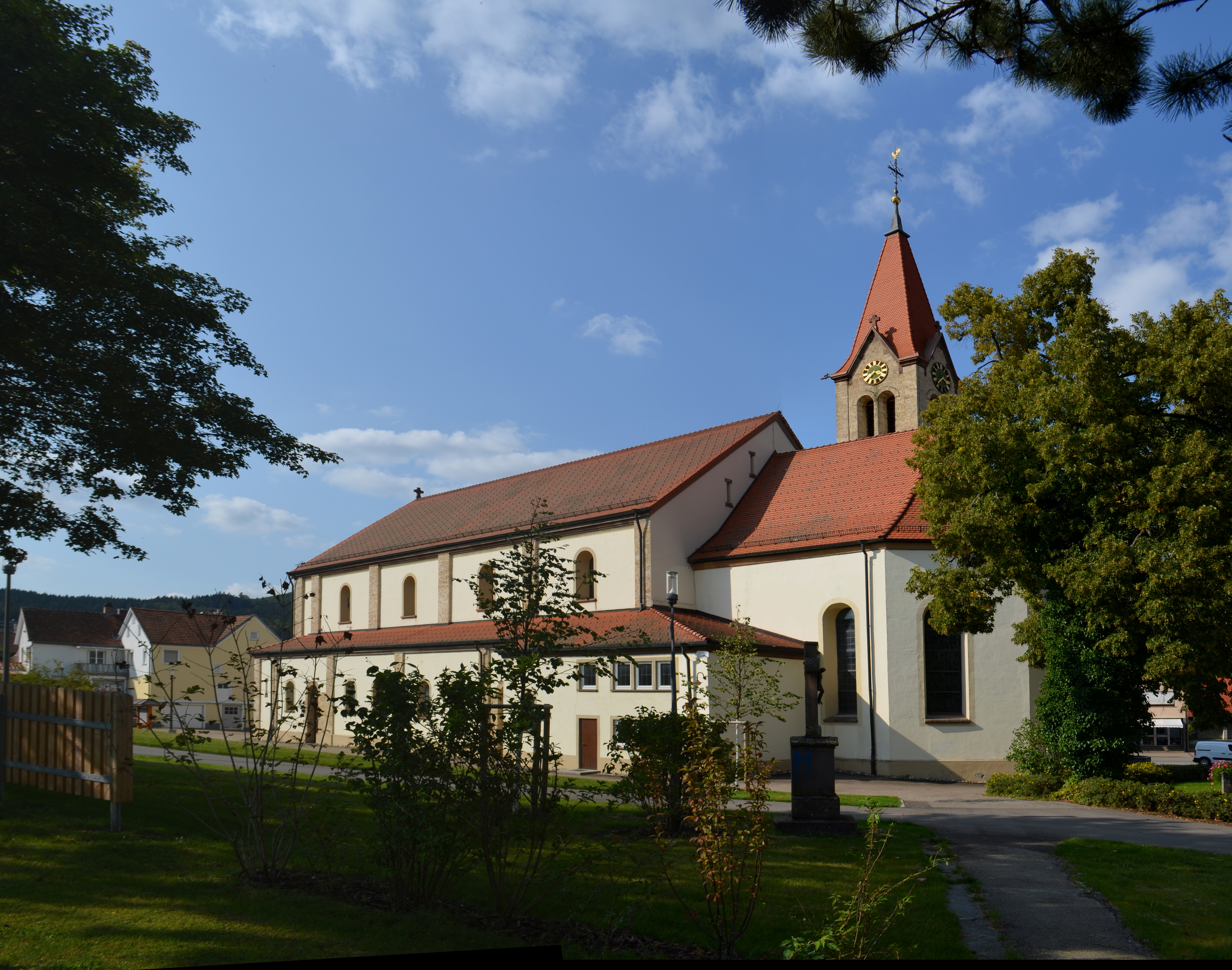
Wehingen, St. Ulrich

Ein Pfarrer in Wehingen wurde erstmals 1245 erwähnt. Der Kirchensatz der St. Ulrich geweihten Pfarrkirche, die im Jahr 1299 erstmals urkundlich erwähnt wird, gehörte dem Kloster Reichenau und wurde im Jahr 1355 von diesem, wie der gesamte Ort, an das Kloster Alpirsbach verkauft. Im Jahr 1649 vertauschte Württemberg den Kirchensatz an das Kloster St. Blasien, das diesen 1725 an Österreich abtrat. Dadurch gelangte er 1805 wieder an Württemberg. Nach einem Brand wurde die Kirche neu gebaut und am 3. Oktober 1738 dem Heiligen Ulrich geweiht. Das Kirchenschiff wurde 1898/99 durch ein neuromanisches Kirchenschiff ersetzt und am 19. September 1899 erneut geweiht.
Die erste Wehinger Pfarrkirche, die Fronhofer Kirche in Fronhofen, wurde 843 erstmals urkundlich erwähnt. Die Fronhofer Kirche in ihrer heutigen Gestalt stammt aus romanischer und spätgotischer Zeit und erhielt im 15. Jahrhundert einem Turm mit Staffelgiebel.

### Evangelische Kirche
Zur evangelischen Kirchengemeinde Wehingen gehören, neben Wehingen, auch die Gemeinden Reichenbach, Gosheim, Deilingen und Egesheim. Für den gesamten Bereich der Kirchengemeinde gibt es eine evangelische Kirche, die 1962 erbaute Christuskirche. Vor dem Zweiten Weltkrieg gab es auf dem Heuberg insgesamt nur wenige evangelische Christen. Diese Situation änderte sich nach 1945, als aus den ehemals deutschen Ostgebieten viele Flüchtlinge und Vertriebene kamen, so dass der evangelische Bevölkerungsanteil anwuchs. Durch den Zuzug russlanddeutscher Spätaussiedler, vorwiegend aus Kirgisien und Kasachstan, ist die evangelische Kirchengemeinde nochmals angewachsen.

### Islam
Seit 1983 gibt es in Wehingen einen türkisch-islamischen Kulturverein, der eine Moschee unterhält.

## Politik

### Verwaltungsverband
Die Gemeinde ist Sitz des Gemeindeverwaltungsverbandes Heuberg, in dem sich die Gemeinden Bubsheim, Deilingen, Egesheim, Gosheim, Königsheim, Reichenbach und Wehingen zusammengeschlossen haben.

### Gemeinderat
Der Gemeinderat in Wehingen besteht aus den 14 gewählten ehrenamtlichen Gemeinderäten und dem Bürgermeister als Vorsitzendem. Der Bürgermeister ist im Gemeinderat stimmberechtigt. Die Kommunalwahl am 9. Juni 2024 führte zu folgendem Endergebnis. Die Wahlbeteiligung betrug 53,5 %.
| Liste / Partei | Stimmen | Sitze |
| Freie Wähler   | 49,7 %  | 7     |
| CDU            | 40,8 %  | 6     |
| Wehinger Liste | 9,5 %   | 1     |

### Bürgermeister
Bürgermeister Josef Bär war gleichzeitig ehrenamtlicher Bürgermeister von Egesheim und Reichenbach am Heuberg.
Seit 2016 ist Gerhard Reichegger Bürgermeister der Gemeinde.

### Partnerschaften
Wehingen pflegt seit 1969 partnerschaftliche Beziehungen zu der französischen Gemeinde Saint-Berthevin im Département Mayenne, etwa vier Kilometer entfernt von der Stadt Laval. Im Sommer 2009 wurde in beiden Gemeinden das 40-jährige Bestehen der Partnerschaft festlich gefeiert.

### Wappen und Banner
| Wappen von Wehingen | Blasonierung: „In Blau über erniedrigtem silbernen (weißen) Zickzackbalken ein mit einem blauen Zickzackbalken belegter silberner (weißer) Flügel.“                                                                               |
| Wappen von Wehingen | Wappenbegründung: Das erstmals 1930 verliehene Wappen ist abgeleitet vom Wappen der Herren von Wehingen. Um eine Verwechslung mit dem Wappen der ehemaligen Gemeinde Tieringen auszuschließen, wurde 1961 der Flügel hinzugefügt. |

„Das Banner ist weiß-blau längsgestreift mit dem aufgelegten Wappen oberhalb der Mitte.“

## Kultur und Sehenswürdigkeiten

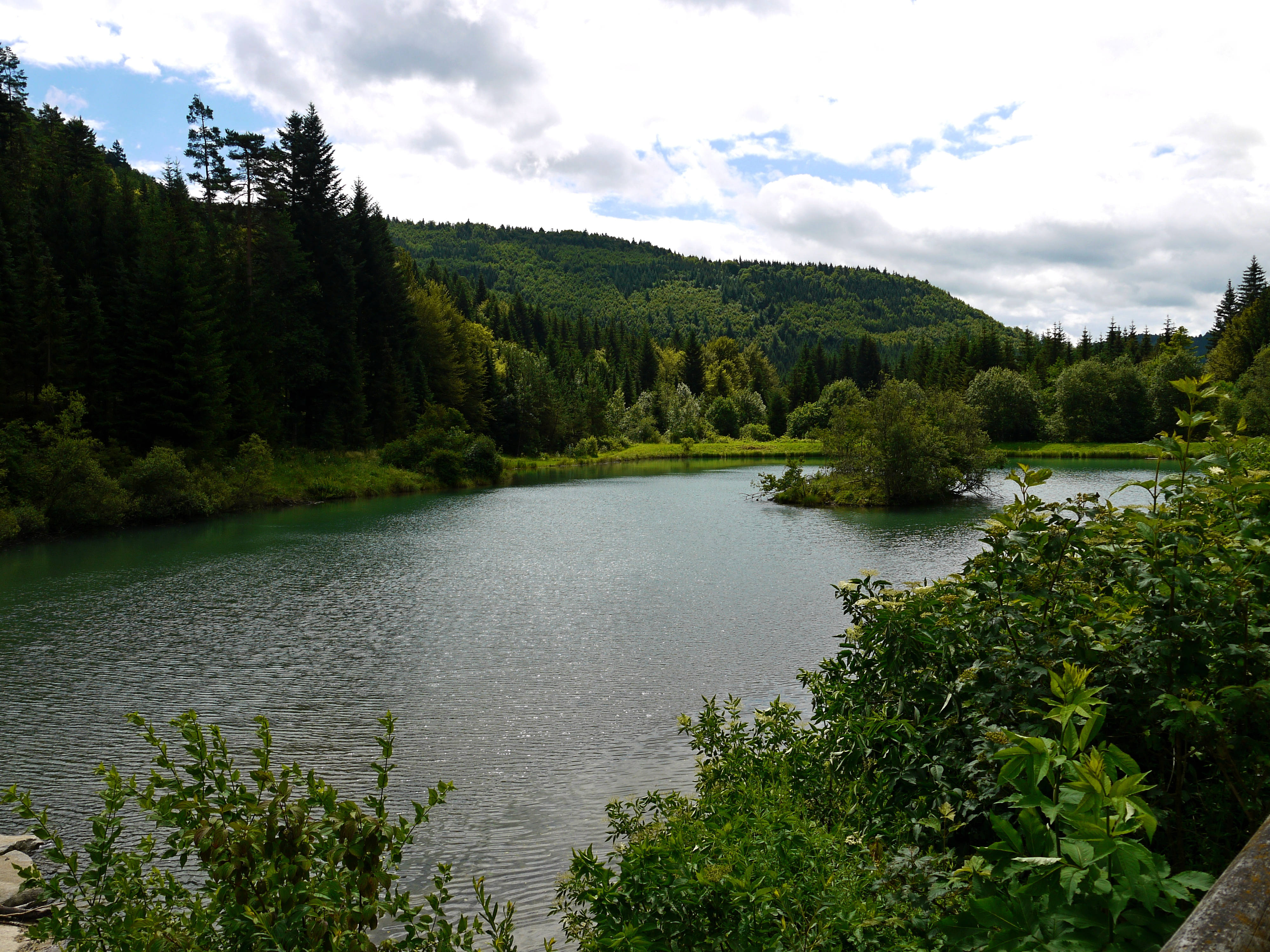
Der Harrassee nördlich des Ortsteils Harras

Die Kommune ist dem Tourismusverband „Donaubergland“ angeschlossen.

### Theater und Veranstaltungen

#### Schlossberghalle Wehingen
Die Schlossberghalle Wehingen ist ein modernes Veranstaltungszentrum, das am 14. Januar 2017 eröffnet wurde und den gesellschaftlichen und kulturellen Mittelpunkt der Gemeinde bildet.
Die Schlossberghalle bietet Räume für Veranstaltungen unterschiedlichster Art, mit Platz für bis zu 1566 Besucher (Stehkonzert) bzw. 675 Besucher (Reihenbestuhlung). 2020 wurde ein Hotel direkt neben der Schlossberghalle eröffnet.
Betrieben wird das Veranstaltungszentrum von der Gemeinde Wehingen. Der Kulturverein Wehingen e. V. leistet hier mit seinem Theater- und Konzertprogramm sowie weiteren Veranstaltungen einen Beitrag zum Kulturauftrag der Gemeinde, hinzu kommen eine Reihe von Vereins-, Schul- und Gastveranstaltungen.
Die Schlossberghalle löste die frühere Festhalle aus dem Jahr 1952 ab, die nach Fertigstellung der Schlossberghalle abgerissen wurde.

### Bauwerke
- Die katholische Pfarrkirche St. Ulrich wurde urkundlich erstmals 1299 erwähnt. Ihre Orgel wurde von den Gebrüdern Braun aus Spaichingen gefertigt (1843).
- Die evangelische Christuskirche wurde im Jahr 1962 erbaut.

### Freizeit und Sport
Wehingen besitzt ein gut ausgebautes Netz an Rad-, Spazier- und Wanderwegen sowie im Winter gespurte Loipen, die über den gesamten Heuberg führen und die Gemeinden Böttingen und Bubsheim verbinden. Zudem gibt es einen Skihang, auf dem im Winter auch Skikurse angeboten werden. Außerdem gibt es einen Fußball- sowie einen Hockeyplatz, der auch als Basketballplatz genutzt werden kann.

## Infrastruktur und Wirtschaft
Als Folge des Ortsbrandes vom 28. Oktober 1828, bei dem große Teile des Dorfes vernichtet wurden, erhielt Wehingen Aufbauhilfe des Königreichs Württemberg in Form von Privilegien, wie dem, im Jahre 1830, verliehene Marktrecht und der Ansiedlung von staatlichen Institutionen. Auf königliche Anordnung lassen sich seit dieser Zeit in Wehingen auch verschiedene Ämter nieder.

### Behörden und Dienststellen
In Wehingen befindet sich ein Polizeiposten der Landespolizei und die Rettungswache des Deutschen Roten Kreuzes für den nördlichen Landkreis. Ein Aktuariat und ein Notariat für den Bereich des Heubergs hat seinen Sitz in Wehingen, wird aber aufgrund der Notariatsreform des Landes Baden-Württemberg bis 2018 geschlossen werden. Bis zum Inkrafttreten des Verwaltungsstruktur-Reformgesetz (VRG) im Jahr 2005 war Wehingen Sitz eines Staatlichen Forstamts, welches als Außenstelle des Kreisforstamts Tuttlingen noch bis 2015 bestand und danach nach Tuttlingen verlagert wurde.

### Gemeindeverwaltungsverband Heuberg
Wehingen ist Sitz des Gemeindeverwaltungsverbandes Heuberg. Er entstand im Zuge der Kreis- und Gemeindereform Baden-Württemberg im Jahr 1972, indem sich die Gemeinden Bubsheim, Deilingen, Egesheim, Gosheim, Königsheim, Reichenbach am Heuberg und Wehingen zusammengeschlossen haben. Das Verbandsgebiet erstreckt sich über eine Fläche von 6.125 Hektar. Der Gemeindeverwaltungsverband nimmt für seine Mitgliedsgemeinden Aufgaben wahr, z. B. die Bauleitplanung, das Rechnungs- und Kassenwesen, die Steuerveranlagungen, die Aufgaben der unteren Baurechtsbehörde und der unteren Denkmalschutzbehörde sowie Aufgaben der örtlichen Straßenverkehrsbehörde. Der Verband betreibt außerdem die Verbandskläranlage in Egesheim.

### Wirtschaft
Wehingen ist eine Industriegemeinde mit fast 1800 Arbeitsplätzen. Die Pendlerbilanz ist positiv, mehr als 1100 Arbeitskräfte kommen von außerhalb der Gemeinde, während etwa 700 Wehinger ihren Lebensunterhalt außerhalb verdienen. Metall- und kunststoffverarbeitende Betriebe, Maschinen- und Apparatebau, Hersteller von Kunststoffspritz- und Tiefziehteilen sowie elektronische und elektrotechnische Betriebe dominieren. Auch das Handwerk, der Facheinzelhandel und das Gaststättengewerbe sind mit zahlreichen leistungsfähigen Betrieben vertreten.

### Verkehr

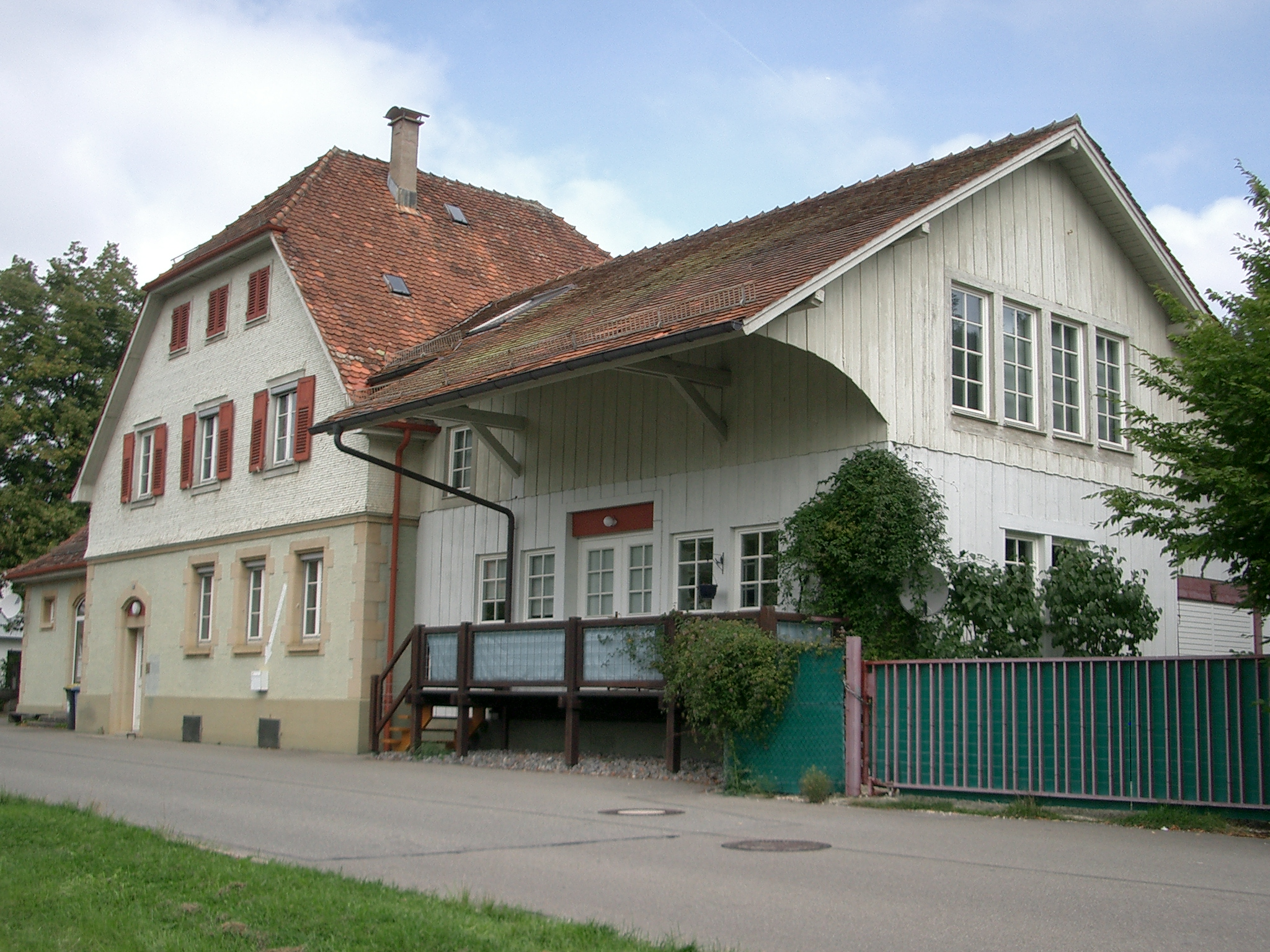
Ehemaliger Bahnhof von Wehingen (2008)

Wehingen liegt an den Landesstraßen 433 und 435, die jeweils Anschlüsse an die Bundesstraßen B 14 und B 27 herstellen. Während Wehingen bis 1966 durch die Heubergbahn von Spaichingen nach Reichenbach (Heuberg) an das Eisenbahnnetz angeschlossen war und zwei Bahnhöfe besaß (Wehingen und Harras-Obernheim), kann man den Ort heute mit dem Bus erreichen, der in Aldingen Anschluss an den Ringzug hat.
Durch Wehingen verläuft als Landes-Radfernweg der Schwäbische-Alb-Radweg. Er führt über die ganze Schwäbische Alb vom Bodensee nach Donauwörth. Er verläuft dabei von Tuttlingen über den Mühlheimer Ortsteil Stetten und über Gosheim nach Wehingen und weiter über Schömberg nach Balingen.

### Bildung
- Realschule Gosheim-Wehingen
- Gymnasium Gosheim-Wehingen
- Schlossbergschule (Grund- und Werkrealschule)
- Mutpol - Schule des Lebens (Diakonische Jugendhilfe)

## Persönlichkeiten
- Johann Bauser (1827–1899), Bürgermeister und Sparkassen-Kassier in Titisee-Neustadt
- Leo Linse (1850–1910), Benediktinermönch in Beuron, Abt von Fort Augustus / Schottland (1888–1909)
- Justinus Albrecht (1876–1956), römisch-katholischer Ordensbruder
- Hans Dieter Ochs (* 1936), Immunologe, Kinderarzt und Hochschullehrer
- Sabine Reger (1961–2024), Richterin am Verfassungsgerichtshof für das Land Baden-Württemberg
- Simone Hauswald (* 1979), Biathletin